# Ornithodes brevirostris
Ornithodes brevirostris är en tvåvingeart som beskrevs av Alexander 1955. Ornithodes brevirostris ingår i släktet Ornithodes och familjen hårögonharkrankar. Inga underarter finns listade i Catalogue of Life.